# Zdeněk Fierlinger
Zdeněk Fierlinger (Olomouc, 11 luglio 1891 – Praga, 2 maggio 1976) è stato un politico e diplomatico cecoslovacco, Primo ministro della Cecoslovacchia dall’aprile 1945 al 2 luglio 1946.

## Biografia
Proveniente da una famiglia dell'alta borghesia, durante la prima guerra mondiale si arruola nella legione cecoslovacca e combatte nella battaglia di Zborov del 1917.
Al termine della guerra entra nel servizio diplomatico della neonata Repubblica cecoslovacca e serve come ambasciatore in Romania, Svizzera, Austria, negli Stati Uniti e nei Paesi Bassi. Stringe amicizia con Edvard Beneš e nel 1924 si iscrive al Partito Socialdemocratico Cecoslovacco.

## In Unione Sovietica
Dal 1937 al 1945 ricopre la carica di ambasciatore in Unione Sovietica. A Mosca conosce il leader del Partito Comunista di Cecoslovacchia Klement Gottwald.

## Primo ministro
Poco prima della fine della seconda guerra mondiale Fierlinger viene nominato capo del governo in esilio cecoslovacco, mantenendo la carica fino alle elezioni del 1946.
Dal 1946 al 1948 fu presidente del partito socialdemocratico e, dopo il colpo di Stato comunista del 1948, propose un'unificazione tra socialdemocratici e comunisti diventando membro del Comitato centrale del Partito comunista cecoslovacco.

## Al governo
Durante la dittatura comunista, Fierlinger ricoprì varie cariche di governo: vice-primo ministro dal 1948 al 1953, Ministro di Stato per gli Affari Religiosi dal 1951 al 1953 e presidente del Parlamento dal 15 ottobre 1953 al 23 giugno 1964.